# 卡瑪爾多利會隱修院 (克拉科夫)

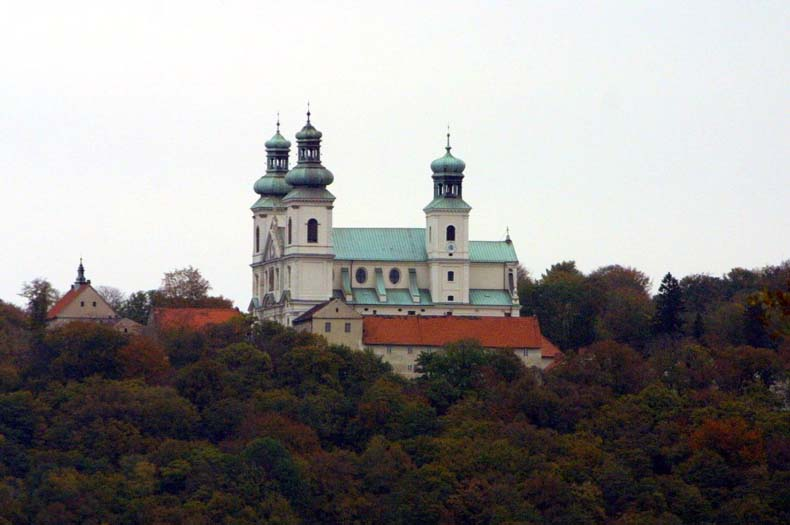

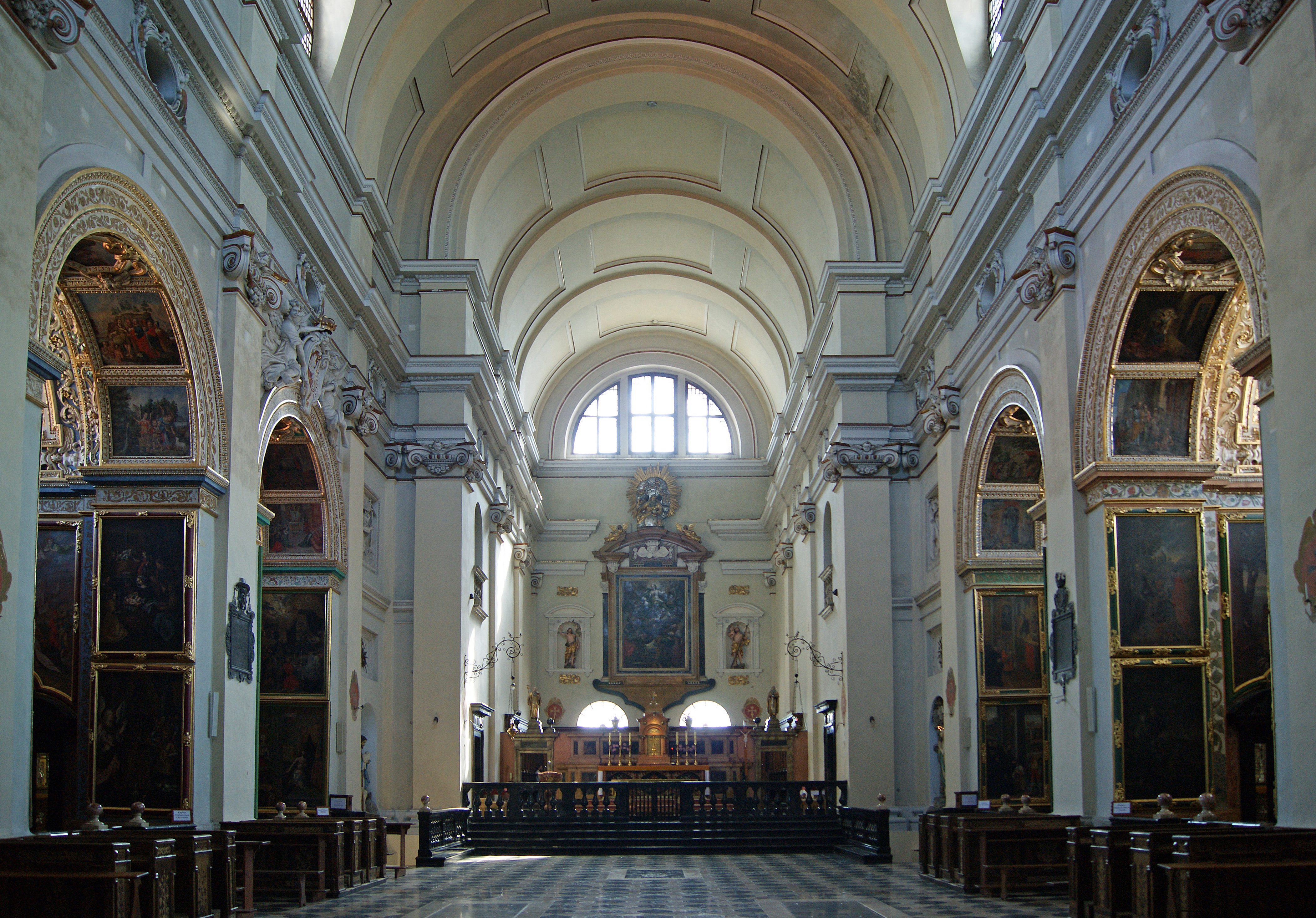

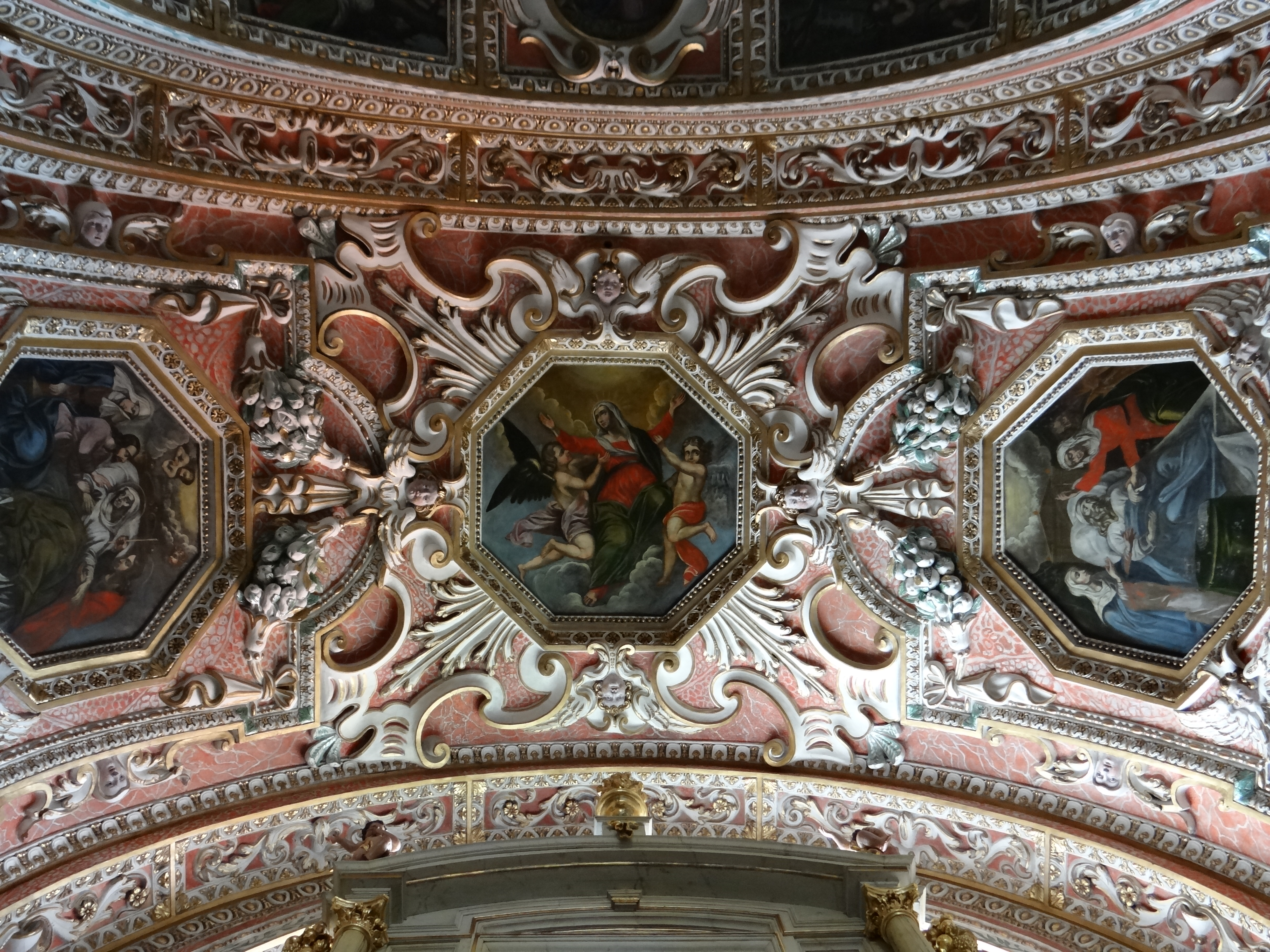

克拉科夫卡瑪爾多利会隐修院（波蘭語：Kościół Wniebowzięcia Najświętszej Maryi Panny w Krakowie）是一座天主教卡馬爾多利會修道院，位于波兰克拉科夫市中心以西7公里的的比拉尼（Bielany），高326-（1,070-英尺）的银山上。修道院内设有圣母升天堂。
1603年，卡馬爾多利會修士受大元帅米科萨伊·沃尔斯基之邀，来到比拉尼。修道院建于1609-1630年之间。建筑由瓦伦蒂·冯·塞比施监督，但在部分修道院倒塌后，改由意大利建筑师安德烈亚·斯佩扎接管。到1630年，修道院按照他的计划完工。
教堂内部装饰华丽，是当时另一位意大利著名建筑师乔瓦尼·巴蒂斯塔·法尔科尼的作品。皇家小堂内有波兰国王齐格蒙特三世的宫廷画家托马索·多拉贝拉的画作。圣坛的中心部分是波兰画家米哈乌·斯塔乔维奇的浪漫主义风格作品圣母升天。
在修道院的整个历史中，扬三世·索别斯基、瓦迪斯瓦夫四世、扬·卡齐米日和斯坦尼斯瓦夫·奥古斯特等国王都曾参观修道院。2002年8月19日，教宗若望保禄二世在到波兰朝圣期间访问了该堂。

## 访问
修道院每天开放，仅供男士参观。每天允许进入时间：
8：00、8：30、9：00、9：30、10：00、10：30、11：00、15：00、15：30、16：00和16：30。
妇女只能在一年的12天里参观修道院：
1. 复活节主日
2. 复活节星期一
3. 5月3日 - 波兰圣母节
4. 五旬节主日
5. 五旬节星期一
6. 6月19日之后的星期日
7. 7月的第2个星期日
8. 8月的第1个星期日
9. 8月15日 - 圣母升天
10. 9月8日 - 圣母圣诞
11. 12月25日 - 圣诞节

在这些日期，11点30分有一台弥撒。此外还有几场： 
- 12月24/25日(平安夜): 午夜弥撒
- 五旬节主日：8.00，9.30，11.30，16.00，18.00
- 五旬节星期一：9.30，11.30，16.00，18.00

## 外部連結
- Nieoficjalna strona z galerią zdjęć i historią kościoła
- Najnowsze zdjęcia i informacje (blog prywatny)

50°02′44″N 19°50′27″E / 50.04556°N 19.84083°E